# Tillandsia fuchsii
Tillandsia fuchsii là một loài thuộc chi Tillandsia. Đây là loài bản địa của México.

## Hình ảnh

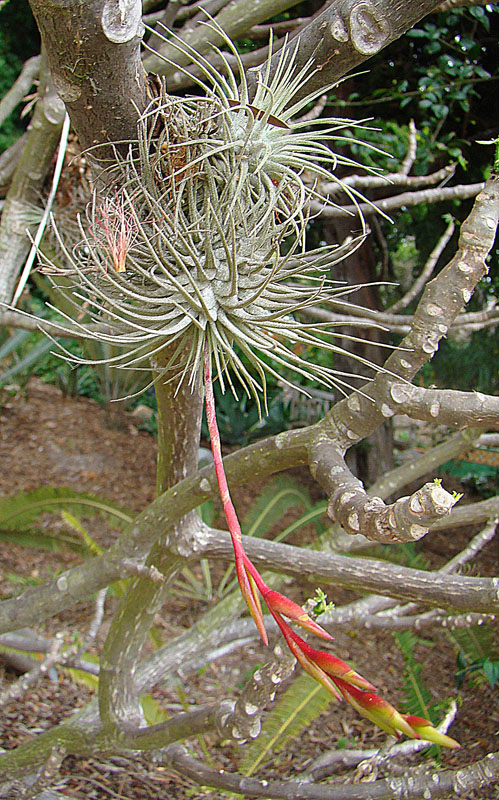

## Giống
- Tillandsia 'Millenium'
- Tillandsia 'Tisn't'